# Hosakatte, Honnali
Hosakatte là một làng thuộc tehsil Honnali, huyện Davanagere, bang Karnataka, Ấn Độ.